# 小無足狼鳚
小無足狼鳚，為輻鰭魚綱鱸形目绵鳚亞目绵鳚科的其中一種，分布於東北太平洋區的白令海東部海域，屬深海底棲性魚類，棲息深度在水深568至590公尺，體長可達9.9公分。

## 扩展阅读
維基物種上的相關：小無足狼鳚